# Grand Prix Formule 1 van Spanje 1979
De Grand Prix Formule 1 van de Spanje 1979 werd gehouden op 29 april 1979 in Jarama.

## Uitslag
| Positie | Nr | Rijder                 | Team               | Ronden | Tijd/Opgave     | Startplaats | Punten |
| ------- | -- | ---------------------- | ------------------ | ------ | --------------- | ----------- | ------ |
| 1       | 25 | Patrick Depailler      | Ligier-Ford        | 75     | 1:39:11.84      | 2           | 9      |
| 2       | 2  | Carlos Reutemann       | Lotus-Ford         | 75     | +20,94 s        | 8           | 6      |
| 3       | 1  | Mario Andretti         | Lotus-Ford         | 75     | +27,31 s        | 4           | 4      |
| 4       | 11 | Jody Scheckter         | Ferrari            | 75     | +28,68 s        | 5           | 3      |
| 5       | 4  | Jean-Pierre Jarier     | Tyrrell-Ford       | 75     | +30,39 s        | 12          | 2      |
| 6       | 3  | Didier Pironi          | Tyrrell-Ford       | 75     | +48,43 s        | 10          | 1      |
| 7       | 12 | Gilles Villeneuve      | Ferrari            | 75     | +52,31 s        | 3           |        |
| 8       | 30 | Jochen Mass            | Arrows-Ford        | 75     | +1:14.84        | 17          |        |
| 9       | 16 | René Arnoux            | Renault            | 74     | +1 Ronde        | 11          |        |
| 10      | 29 | Riccardo Patrese       | Arrows-Ford        | 74     | +1 Ronde        | 16          |        |
| 11      | 14 | Emerson Fittipaldi     | Fittpaldi-Ford     | 74     | +1 Ronde        | 19          |        |
| 12      | 17 | Jan Lammers            | Shadow-Ford        | 73     | +2 Rondes       | 24          |        |
| 13      | 8  | Patrick Tambay         | McLaren-Ford       | 72     | +3 Rondes       | 20          |        |
| 14      | 9  | Hans Joachim Stuck     | ATS-Ford           | 69     | +6 Rondes       | 21          |        |
| NF      | 5  | Niki Lauda             | Brabham-Alfa Romeo | 63     | Waterlek        | 6           |        |
| NF      | 31 | Héctor Rebaque         | Lotus-Ford         | 58     | Motor           | 23          |        |
| NF      | 27 | Alan Jones             | Williams-Ford      | 54     | Versnellingsbak | 13          |        |
| NF      | 18 | Elio de Angelis        | Shadow-Ford        | 52     | Motor           | 22          |        |
| NF      | 28 | Clay Regazzoni         | Williams-Ford      | 32     | Motor           | 14          |        |
| NF      | 20 | James Hunt             | Wolf-Ford          | 26     | Remmen          | 15          |        |
| NF      | 15 | Jean-Pierre Jabouille  | Renault            | 21     | Turbo           | 9           |        |
| NF      | 7  | John Watson            | McLaren-Ford       | 21     | Motor           | 18          |        |
| NF      | 26 | Jacques Laffite        | Ligier-Ford        | 15     | Motor           | 1           |        |
| NF      | 6  | Nelson Piquet          | Brabham-Alfa Romeo | 15     | Injectie        | 7           |        |
| NQ      | 22 | Derek Daly             | Ensign-Ford        |        |                 |             |        |
| NQ      | 24 | Arturo Merzario        | Merzario-Ford      |        |                 |             |        |
| NQ      | 36 | Gianfranco Brancatelli | Kauhsen-Ford       |        |                 |             |        |

## Statistieken
| Pole-position | Jacques Laffite   | Ligier-Ford | 1:14.50 |
| Snelste ronde | Gilles Villeneuve | Ferrari     | 1:16.44 |

## Noot
- Dit was het debuut van de Italiaanse coureur Gianfranco Brancatelli.

1913 · 1923 · 1926 · 1927 · 1933 · 1934 · 1935 · 1951 · 1954 · 1967 · 1968 · 1969 · 1970 · 1971 · 1972 · 1973 · 1974 · 1975 · 1976 · 1977 · 1978 · 1979 · 1980 · 1981 · 1986 · 1987 · 1988 · 1989 · 1990 · 1991 · 1992 · 1993 · 1994 · 1995 · 1996 · 1997 · 1998 · 1999 · 2000 · 2001 · 2002 · 2003 · 2004 · 2005 · 2006 · 2007 · 2008 · 2009 · 2010 · 2011 · 2012 · 2013 · 2014 · 2015 · 2016 · 2017 · 2018 · 2019 · 2020 · 2021 · 2022 · 2023 · 2024 · 2025 · 2026